# 尚敬 (導演)
尚敬（1958年4月21日—），男，汉族，出生于天津，在四川成都长大，现居北京。中国导演、编劇，毕业于中国人民解放军艺术学院，就职于中国人民解放军空军政治工作部文工团（副师级），国家一级编导；执导作品以情景喜剧居多，代表作有《炊事班的故事》、《武林外传》等。

## 主要经历
1978年，尚敬在成都军区汽车团当兵。1984年，尚敬从解放军艺术学院戏剧系毕业。1992年，和两个朋友一起创办活动“20世纪华人音乐经典”，连开十多场音乐会，轰动音乐界。
1994年，尚敬参加完第二届CCTV电视小品大赛后，被招募至空军政治部话剧团，从此开始其喜剧小品创作生涯。他编导的《鞋钉》、《打气儿》、《家有老爸》、《我心飞翔》等作品，在央视春节联欢晚会上播出，广受观众好评。
1999年，执导空政话剧团话剧《和平之翼》，荣获第七届全军会演优秀导演奖。
2001年，尚敬与周友朝联合执导的电影《高原如梦》上映，尚敬也是该片编剧，创作剧本花了5年时间；功夫不负有心人，《高原如梦》荣获第二届夏衍电影文学奖、第八届中国电影华表奖优秀影片奖、第九届大学生电影节最佳影片奖。
2002年，尚敬执导，并担任编剧之一的《炊事班的故事》让情景喜剧再度火爆荧屏。此后，《炊事班的故事》系列，及姐妹篇《卫生队的故事》成为群众最喜闻乐见的军旅情景喜剧，且四部都有上佳艺术成绩：第一部荣获金星奖优秀导演奖、长篇电视剧二等奖，中国电视剧飞天奖优秀系列剧奖，中国电视金鹰奖长篇电视剧优秀奖；第二部荣获金星奖中篇电视剧二等奖、集体优秀演员奖，中国电视剧飞天奖优秀系列剧奖；第三部荣获金星奖优秀系列剧奖、突出贡献奖；《卫生队》也荣获中国电视剧飞天奖优秀系列剧奖。
2003年，尚敬与编剧宁财神合作，携闫妮、沙溢等拍摄公益情景喜剧《健康快车》，再获中国电视剧飞天奖优秀系列剧奖。
2005年，尚敬再度与宁财神合作，执导章回体古装情景喜剧《武林外传》，取得空前成功，荣获第一届《新周刊》中国电视节目榜十大创新电视人奖、第三届电视风云榜风云大奖、国剧盛典·回响30年最具影响力电视剧等奖项。
2006年，尚敬与编剧俞白眉合作，执导由《武林外传》原班人马打造的家庭情感剧《房前屋后》，在中央八套黄金档播出后，赢得高收视。
2007年，担任第十三届上海电视节白玉兰奖评委。
2010年，尚敬再携《武林外传》原班人马，打造电影版《武林外传》。该片以1700万投资赚回2亿票房，超过10倍的市盈率。
2011年，尚敬集结范伟、黄渤、刘桦、梁冠华、刘亚津、巴多等多名喜剧演员，拍摄《饭局也疯狂》，调侃当下盛行的饭局文化，具浓郁的北方喜剧特色。 
2014年，尚敬与范伟再度合作的年代剧《郭小宝和周老财》在北京、天津、湖北、吉林四大卫视黄金档首播。该剧结合两种看似截然相反的特性：宏大深沉的历史感与夸张幽默的搞笑情节。尚敬用一种出人意表的叙事风格，打造了一部悲喜交织的革命史。
2021年2月12日，与《武林外传》剧组演员闫妮、姚晨、喻恩泰、姜超、倪虹洁重聚《春满东方·幸福牛年：2021东方卫视春节晚会》，共演《武林外传》第81回，再现欢声笑语的七侠镇，续写当年的江湖情缘。
2022年5月22日，参与的情景喜剧IP孵化真人秀《开播！情景喜剧》在东方卫视播出。

## 家庭
有一个女儿。

## 导演作品

### 话剧
- 1999年《和平之翼》

### 电影
- 2001年《高原如梦》（与周友朝联合执导；同时担任编剧）
- 2011年《武林外传》（剧场版）
- 2012年《饭局也疯狂》

### 电视剧
- 2001年《向阳理发店》、《皇朝太医》（又名：流氓太医；与王捷联合执导[註 2]，同时担任编剧之一）
- 2002年《炊事班的故事》（同时担任编剧之一）、《都市男女》（与吕小品、齐星联合执导）
- 2004年《健康快车》、《炊事班的故事2》（同时担任编剧之一）
- 2006年《武林外传》（同时担任编剧之一及制片人）
- 2007年《炊事班的故事3》、《房前屋后》
- 2008年《卫生队的故事》、《都市六人行》
- 2009年《无敌三脚猫》、《妙想天开》、《家有外星人》
- 2010年《家有外星人2》
- 2011年《大学生士兵的故事》
- 2013年《大学生士兵的故事2》
- 2014年《郭小宝和周老财》（又名：小宝和老财、二亩三分地）
- 2015年《前夫求爱记》、《青春集结号》
- 2024年《欢乐英雄之少侠外传》

## 副导演作品
- 2009年电影《三枪拍案惊奇》[註 3]（导演：张艺谋）

## 其他编剧作品
- 1995年电影《童年的风筝》（编剧之一；导演：张建栋；主演：董飞、王玉梅、剧雪；中宣部“五个一工程”奖、中国电影华表奖优秀儿童片奖）

## 其他职务作品

### 演员
- 1980年电影《大渡河》饰 警卫员
- 1983年电影《风吹唢呐声》饰 小会计
- 2000年电视剧《闲人马大姐》（情景喜剧）饰 何蓉生

### 总监制
- 2002年电视剧《葛定国同志的夕阳红》（导演：尹力；主演：张勇手、方青卓、王姬）

### 总顾问
- 2010年动画剧《武林外传》

## 综艺节目
- 2013年 中央三套《第九届CCTV电视小品大赛》 评委
- 2022年 北京卫视少儿影视表演体验真人秀《表演班的春天》 嘉宾
- 2022年 东方卫视情景喜剧IP孵化真人秀《开播！情景喜剧》 嘉宾